# Parque Tecnológico de Ribeirão Preto

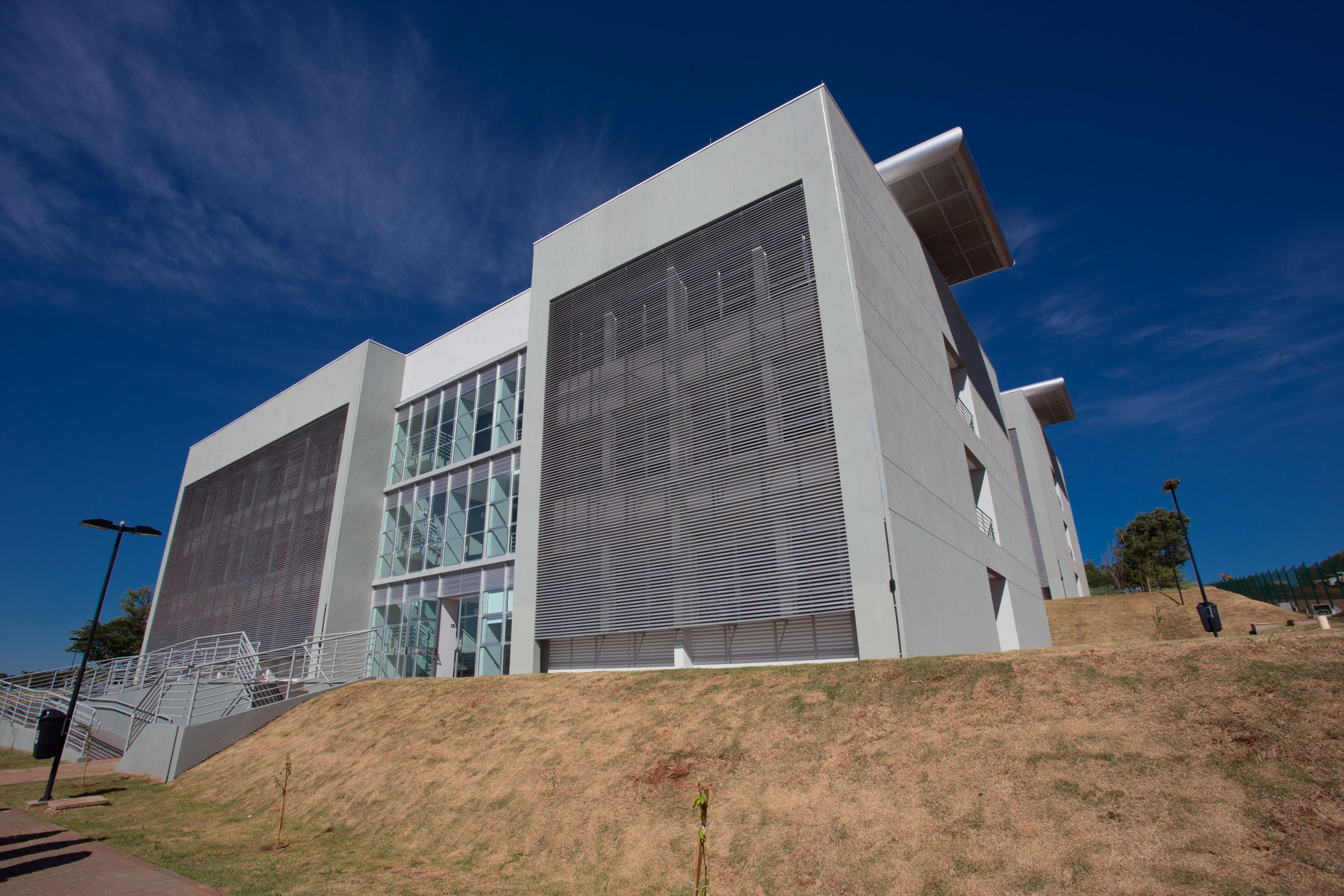
Parque Tecnológico de Ribeirão Preto

O Parque Tecnológico de Ribeirão Preto, denominado Supera Parque de Inovação e Tecnologia de Ribeirão Preto é um espaço voltado para a promoção da convivência e sinergia entre universidade, o poder público e empresas que envolvidas em atividades de pesquisa, desenvolvimento e inovação. No espaço estão instaladas não só unidades de P&D empresariais, como também de produção voltada para produtos e processos inovadores. Localizado em uma área anexa à Universidade de São Paulo, o parque foi criado através de uma parceria entre a Universidade de São Paulo, a Prefeitura Municipal de Ribeirão Preto, a Secretaria de Desenvolvimento do Estado de São Paulo e a FIPASE. 
O empreendimento tem como objetivo geral impulsionar o desenvolvimento científico e tecnológico da região, atraindo empresas que realizem pesquisa e desenvolvimento (P&D) e invistam em produtos e processos inovadores, voltadas prioritariamente para as áreas do Complexo Industrial da Saúde – CIS, Biotecnologia, Tecnologia da Informação e Bioenergia, sem prejuízo de outras áreas, e que valorizem o desenvolvimento sustentável e a agregação de valor à produção.
O parque foi planejado em três etapas: na primeira, inaugurada, foram construídos os prédios que recebem a Supera Incubadora de Empresas de Base Tecnológica e o Supera Centro de Tecnologia. Na segunda, está prevista a urbanização dos lotes para instalação de empresas. Já na terceira, as instalações do Centro Empresarial e do Núcleo Administrativo.
O ano de 2019 foi de crescimento para o Supera Parque, que terminou o período com 78 empresas assistidas em quatro diferentes modalidades. Juntas, as empresas apresentaram faturamento de R$ 32,8 milhões e foram responsáveis pelo recolhimento de aproximadamente R$ 4 milhões em impostos diretos. Elas receberam aproximadamente R$ 4,7 milhões de investimentos externos privados e geraram 432 postos de trabalhos. Além disso, conta com vários Arranjos Produtivos Locais, entre eles: APL Saúde, 280 estabelecimentos e 6.842 postos de trabalho - APL de Software, 416 estabelecimentos e 2.513 postos de trabalho - APL Polo Cervejeiro, 12 cervejarias. Um dos projetos mais significativos do Parque Tecnológico diz respeito à sua expansão. Foram várias as ações realizadas, em 2019, nesse sentido, como a execução dos projetos executivos do Container Park e da implantação de rede de água e esgoto dos lotes da Av. Virgílio Soeira. Outro fato relevante foi a definição, junto à USP, sobre o edital de seleção de empresas para ocupação dos lotes: a expectativa é de que lotes e Container Park estejam aptos a receber empresas ainda em 2020.
Supera Parque inicia testagem do Coronavírus (COVID-19), desafogando o sistema de saúde da RMRP. Objetivo é realizar 30 mil testes em duas fases; número poderá tornar Ribeirão Preto a cidade com a maior taxa de testagem proporcional do mundo.

## Potencializadores
A vocação do parque foi baseada em três pilares:
(a) as Instituições de Ensino e Pesquisa - compreendendo a formação de recursos humanos, a disponibilização de serviços tecnológicos e competências tecnológicas,
(b) as demandas e gargalos tecnológicos empresariais da região de Ribeirão Preto e do Brasil, e
(c) as tendências tecnológicas nacionais e internacionais dos setores de Saúde, Biotecnologia, Agro e Tecnologia da Informação.
Os projetos principais do Parque são:
- Incubadora de empresas: espaço para a instalação de empresas nascentes de base tecnológica. Conta com áreas de coworking, salas de reuniões e auditórios. Oferece consultorias gerenciais, apoio a participação em eventos e encontros para networking, para apoiar empreendedores/pesquisadores nos anos iniciais de operação do negócio.
- Centro de tecnologia: serviços tecnológicos e testes de qualidade. Conta com laboratórios de mecânica, segurança elétrica, compatibilidade eletromagnética, química, prototipagem, calibração, ultrassom, ótica e raio-x. Além de realizar testes para certificação, possui laboratórios acreditados pelo INMETRO. Oferece também auxílio para o desenvolvimento de produtos e atendimento às normas técnicas.
- Centro de negócios: espaço para instalação de startups ou centros de pesquisa de grandes empresas.
- Governança dos arranjos produtivos locais: o Supera Parque é sede das entidades que representam o APL da Saúde e o APL de Software (PISO), recebendo encontros dos empresários e promovendo capacitações.
- International office: o escritório internacional do SUPERA Parque dá suporte a empresas brasileiras que estão buscando novos mercados no exterior, encontrando parceiros que melhor atendem suas necessidades e conectando-os. Também dá apoio a empresas internacionais que desejem operar no parque tecnológico.

A FIPASE é a entidade gestora do SUPERA Parque, conforme convênio entre USP e Prefeitura Municipal. Contribuíram para a consolidação do empreendimento, além de USP e Prefeitura: Ministério da Ciência, Tecnologia e Inovação; Secretaria de Desenvolvimento Econômico, Ciência e Tecnologia do Estado de São Paulo; FAPESP; FINEP; CNPq.

## Supera Incubadora de Empresas de Base Tecnológica

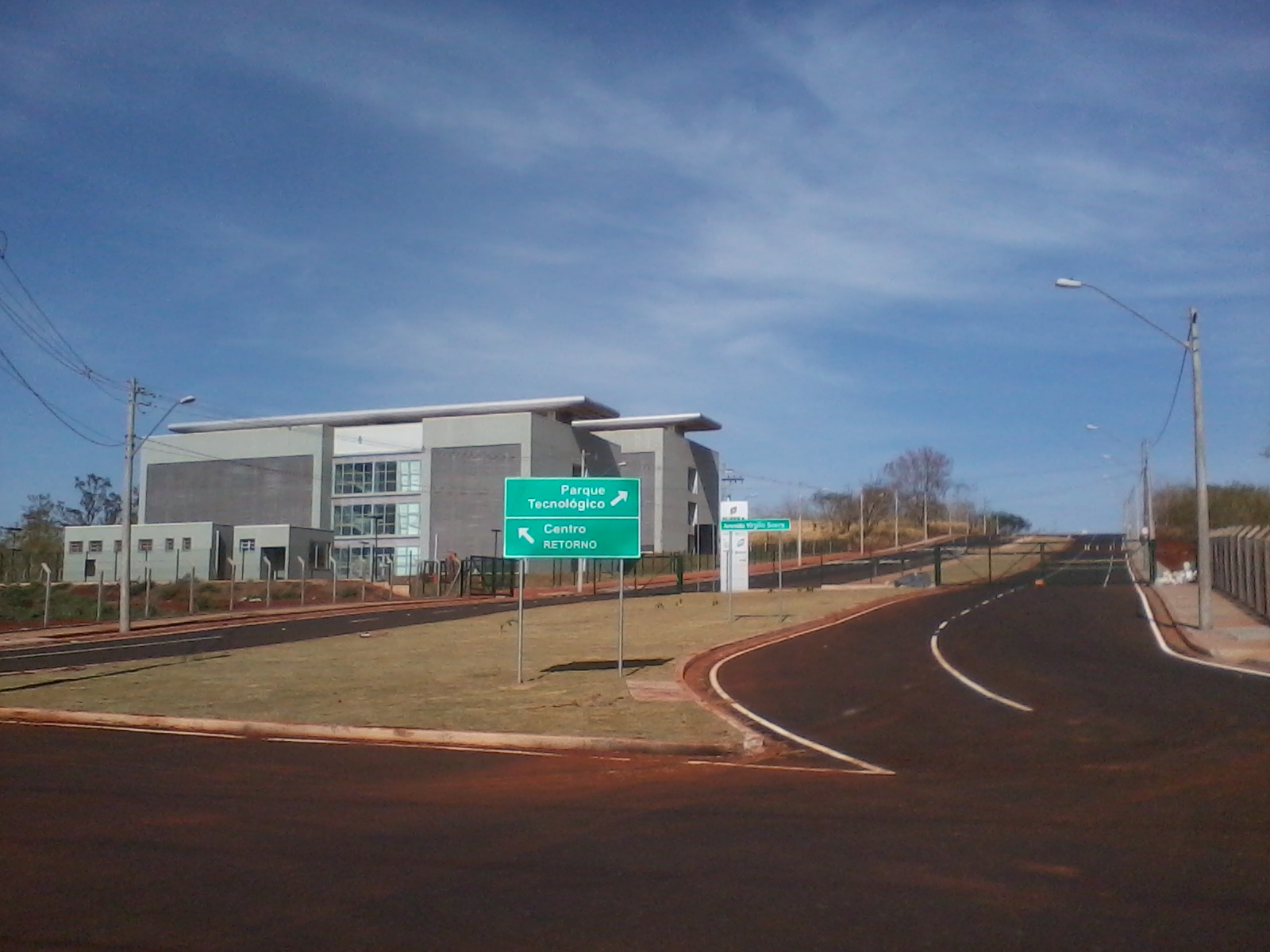
Avenida Virgílio Soeira, principal via de acesso ao Parque Tecnológico de Ribeirão Preto.

A incubadora de empresas de base tecnológica sem fins lucrativos oferece apoio para a criação de novos negócios oferecendo o espaço físico para o empreendimento, serviços básicos, assessoria, capacitação e networking. O objetivo é contribuir para a criação, desenvolvimento e aprimoramento de micro e pequenas empresas de base tecnológica nos seus aspectos tecnológicos, gerenciais, mercadológicos e de recursos humanos. Busca promover o desenvolvimento do município e região, criando novas oportunidades de trabalho e a melhoria de desempenho dos negócios.
A SUPERA apoia empresas atuantes em setores tecnologicamente dinâmicos e que tem na inovação tecnológica o diferencial do seu negócio. Prioriza a incubação de empresas que desenvolvam produtos com alta densidade tecnológica, nas áreas de biotecnologia, materiais e equipamentos médicos-odontológicos, tecnologia da informação, química, e técnicas nucleares, entre outros.  A primeira unidade da SUPERA Incubadora de Empresas de Base Tecnológica entrou em operação em 2003, dentro do campus da USP. A segunda unidade, chamada à época de InBios e localizada no Hemocentro de Ribeirão Preto, abriu as portas em 2005. Em 2009, a terceira unidade nos Campos Elíseos. Dentre as incubadas, empresas de biotecnologia, química, tecnologia da informação, fármacos, cosméticos, equipamentos médico-hospitalares e odontológicos. Em 2013, houve a centralização e expansão das atividades com a mudança para o novo prédio no SUPERA Parque de Inovação e Tecnologia.

### Implantação
Com uma área de aproximadamente 378 mil m², sendo cerca de 150 mil m² destinados à instalação de empresas, o SUPERA Parque está dividido em três fases de implantação:
- Fase I - em atividade: a incubadora de empresas e o Centro de Negócios possuem mais de 50 empresas instaladas, além dos serviços prestados pelo Centro de Tecnologia. Área construída: 9200m distribuídos em 2 prédios de três andares.
- Fase II - em desenvolvimento: urbanização de toda a infraestrutura dos 150 mil m², onde estão localizados 126 lotes de 500m² a 4.000m, destinados a empresas consolidadas que desejam instalar sua Planta Produtiva ou seu Centro de P&D no Parque, valendo-se dos benefícios fiscais que ele proporciona.
- Fase III - em breve: construção e operação dos dois prédios que abrigarão a Aceleradora de Empresas e o Núcleo Administrativo do Parque.

Supera Parque lançou uma maquete eletrônica com projeto de expansão, a expectativa é que seja urbanizada parte dos 159 mil m², tornando a área apta para receber as primeiras empresas de portes variados, pois os lotes individuais terão espaços que variam entre 500 a 4 mil m².[5]

### Supera Centro de Tecnologia
O Supera Centro de Tecnologia visa fornecer soluções científicas e tecnológicas nas áreas de Saúde e Biotecnologia que sejam inovadoras e competitivas e que promovam o adensamento do setor produtivo, contribuindo para o desenvolvimento econômico da região. Com sua implantação espera-se o fortalecimento das indústrias locais, a atração e a criação de empresas de base tecnológica relacionadas às áreas de pesquisa das Universidades instaladas em Ribeirão Preto e região, além da contribuição para o desenvolvimento do sistema local de inovação, favorecendo a transformação de pesquisa científica em novos produtos e processos, tecnologicamente inovadores.
Para tanto, o Supera Centro de Tecnologia será estruturado em quatro departamentos: o Departamento de Projeto de Produtos e Serviços Tecnológicos em Equipamentos Médico-Hospitalares e Odontológicos (EMHO), Departamento de Certificação em EMHO, o Departamento de Projeto de Produtos e Serviços Tecnológicos em Biotecnologia, Fármacos, Medicamentos e Cosméticos, e o Departamento de Transferência de Tecnologia e Capacitação.
O Supera Centro de Tecnologia deve tornar-se um Centro de Excelência para oferecer aos clientes uma gama completa de produtos e serviços tecnológicos considerados gargalos no processo inovativo destas empresas para o desenvolvimento de tecnologias, produtos e serviços inovadores voltados às áreas de Saúde e Biotecnologia. Assim espera-se maior articulação e estímulo ao desenvolvimento de atividades em cooperação entre as empresas e instituições de pesquisas públicas e privadas e na formação de redes de conhecimento para que sejam capazes de se articular as com importantes instituições de ensino e pesquisa instaladas no município de Ribeirão Preto que é referência nacional em saúde, dentre as quais a USP que constitui centro de excelência reconhecido internacionalmente.
Com isso, objetiva-se estimular a competitividade tecnológica das empresas do APL da Saúde de Ribeirão Preto, que atualmente conta com mais de 50 empresas instaladas na região, com a geração de mais de 1.300 empregos diretos. Trata-se de um setor que está inserido em um ambiente de elevada competitividade, responsável por grande déficit na balança comercial brasileira, uma vez que os esforços tecnológicos ainda são incipientes, gerando assim grande volume de importações de equipamentos deste setor.

### SEVNA Startup
Hospedado no Supera Parque, o Parque tecnológico de Ribeirão Preto, que faz parte do Sistema Paulista de Parques, o SEVNA Startup surge como vizinha e parceira do campus da USP local, que reúne quase 14 mil estudantes de graduação e pós-graduação. Projeto de um grupo de empresários da área de tecnologia de informação, o SEVNA Startup tem como objetivo oferecer condições para que empreendedores e seus negócios inovadores em estagio inicial possam ser aprimorados para se consolidar no mercado de forma rápida e sustentável.

## APL da Saúde
O desenvolvimento do Arranjo Produtivo Local (APL) da saúde de Ribeirão Preto voltado para equipamentos médicos, hospitalares, odontológicos, fármacos, saúde animal, biotecnologia e cosméticos é uma ação desenvolvida pela FIPASE em parceria com diversos atores, dentre os quais: SEBRAE-SP, Prefeitura Municipal de Ribeirão Preto, Secretaria de Desenvolvimento do Estado de São Paulo, SENAI, CIESP, FIESP, ABIMO, ABDI e SEBRAE Nacional. Este projeto tem como objetivo canalizar esforços para capacitar, qualificar e fortalecer o setor de EMHO de Ribeirão Preto, buscando o desenvolvimento econômico sustentável do município e região.
Ribeirão Preto é um grande centro de ensino e pesquisa em saúde, com destaque para o campus da USP localizado na cidade. A região é referência também em negócios em saúde. O APL da Saúde conta com aproximadamente 70 indústrias deste segmento, em sua maioria micro e pequenas empresas. É o quinto maior polo do país em números absolutos, mas com a maior concentração per capta de indústrias, que empregam aproximadamente 2.500 pessoas. Junto às empresas do APL da Saúde é possível comprar de móveis hospitalares a bisturis e equipamentos neonatais de alta tecnologia, passando por produtos odontológicos e sistemas de informação para saúde. Contribuem para a competitividade regional a presença de faculdades, cursos tecnológicos e técnicos voltados para o segmento eletromédico, a atuação do SUPERA Centro de Tecnologia (como laboratório de testes e ensaios), além do trabalho desenvolvido por FIPASE, SEBRAE, CIESP e outras entidades na governança do setor. São organizados simpósios, encontros de negócios, missões para feiras comerciais e apoio para a elaboração de projetos para órgãos de fomento.

## PISO - Polo Industrial de Software de Ribeirão Preto
Ribeirão Preto conta também com um APL de software. São aproximadamente 100 empresas na região, quase 50 delas associadas ao PISO - Polo Industrial de Software de Ribeirão Preto, instituição que representa o setor. A FIPASE vem apoiando o PISO, sobretudo em iniciativas de captação de recursos e qualificação de mão-de-obra, com a implantação do Centro de Capacitação Profissional em Software.

#### Centro de Capacitação Profissional em Software
Será implantado em um dos prédios da SUPERA, o Centro de Capacitação Profissional em Software. Por meio de um Arranjo Produtivo Local (APL), o PISO - Polo Industrial de Software de Ribeirão Preto fará convênio com a Secretaria de Desenvolvimento Econômico, Ciência e Tecnologia e a Fundação Instituto Polo Avançado de Saúde de Ribeirão (Fipase) para criar o centro no Parque Tecnológico. Compete à Secretaria a destinação de recursos para equipar o Centro; a FIPASE fará a gestão do convênio; o PISO fará a operação do Centro e os empresários do setor arcarão com os custos dos instrutores.

## Centro de pesquisas e laboratório

### Centro de nanotecnologia e engenharia tecidual
Foi implantado em Ribeirão Preto o primeiro centro de nanotecnologia e engenharia tecidual do Brasil aplicado especificamente à saúde. Este centro está vinculado ao Departamento de Química, da Faculdade de Filosofia, Ciências e Letras de Ribeirão Preto (FFCLRP), da Universidade de São Paulo (USP), o espaço de 200 metros quadrados ampliará a produção de medicamentos nanoestruturados para o tratamento de câncer de pele com a aplicação com laser (fármacos fotoativados), além da produção em escala da pele artificial, usada para recuperação de queimados e tratar problemas cicatriciais em geral.

### Laboratório de compatibilidade eletromagnética
O Supera Parque terá um laboratório de compatibilidade eletromagnética. O laboratório montado pelo Supera permitirá a realização de ensaios de compatibilidade eletromagnética conduzida, de acordo com as principais normas nacionais e internacionais, beneficiando a indústria de eletroeletrônicos, com a redução de custos logísticos e tempo de espera para certificações. Foram investidos R$ 1,6 milhão pela Secretaria de Desenvolvimento Econômico - a partir de recursos do Banco Interamericano de Desenvolvimento (BID).

## Unidade Fiocruz
O governador Geraldo Alckmin aprovou, no dia 16 de Janeiro de 2018, a liberação de recursos para a instalação de uma plataforma da Fundação Oswaldo Cruz (Fiocruz) em Ribeirão Preto. A Fiocruz é maior instituição de pesquisa biomédica da América Latina, que também produz vacinas e medicamentos para abastecer o Sistema Único de Saúde (SUS). A Fundação deve instalar uma planta para fabricação de kits diagnóstico na cidade – iniciativa inédita no país, gerando empregos e renda para a região. Instalação de planta para fabricação de kits diagnósticos no Supera Parque vai gerar emprego e renda para cidade.

## Reconhecimento
Diversos prêmios já foram obtidos pela SUPERA Incubadora de Empresas, evidenciando o sucesso do trabalho:
- SUPERA Incubadora de Empresas - Melhor incubadora de empresas orientada para a geração e uso intenso de tecnologias da região sudeste em 2010 pela ANPROTEC.
- SUPERA Educa - Melhor projeto de promoção da cultura do empreendedorismo inovador em 2012 pela ANPROTEC e Prêmio Ozires Silva de Empreendedorismo Sustentável em 2012, na categoria empreendedorismo na educação
- BioBusiness Brasil - Prêmio boas práticas em 2006 pela ANPROTEC e Melhor projeto de promoção da cultura do empreendedorismo inovador em 2007 pela ANPROTEC.
- Supera Centro de Tecnologia (CT) - Recebe certificação do Inmetro (Instituto Nacional de Metrologia, Qualidade e Tecnologia), a acreditação dos laboratórios para ensaios em equipamentos médicos.[15]Supera Educa – Prêmio de melhor projeto de promoção cultural de empreendedorismo inovador (CEI) de 2012 pela ANPROTEC.
- Supera Incubadora de Empresas Terceiro lugar do prêmio nacional de empreendedorismo inovador na categoria melhor incubadora de 2013 ANPROTEC.
- SUPERA incubadora de empresas de base tecnológica – South américa top 10 University business incubator 2014 pela UBI index.
- SUPERA – Incubadora de empresas e base tecnológica – Primeiro lugar     na categoria Incubadora de empresas para a geração e uso intenso de     tecnologias de 2015 pela ANPROTEC
- SUPERA – Incubadora de empresas e base tecnológica – Vencedora do Prêmio nacional de     empreendedorismo inovador, edição 2015 pelo SEBRAE.
- SUPERA – Incubadora de empresas e base tecnológica – Participação na segunda rodada de programa     de promoção da economia criativa em Janeiro de 2017 pela ANPROTEC em 18 de     agosto de 2017

A Supera Incubadora de Empresas de Base Tecnológica, foi eleita uma das 10 melhores incubadoras da América do Sul pelo ranking sueco UBI Index. Classificada em 8º lugar, na categoria "University Business Incubator Rankings 2014", a Supera divide o ranking com grandes Incubadoras como o Instituto Gênesis (PUC-RIO) e Incuba UC (PUC-Chile).

## Incentivos Fiscais
Além dos serviços oferecidos pelo Parque Tecnológico, as empresas residentes poderão usufruir dos incentivos fiscais municipais e estaduais como a redução nas alíquotas de ISS, IPTU, ITBI, taxas municipais, e a utilização de crédito acumulado de ICMS. Abaixo segue a legislação referente aos incentivos fiscais:
Incentivos Municipais
- Lei Complementar nº 2.526[17]

Incentivos Estaduais
- Decreto n.° 53.826, de 16 de dezembro de 2008, que concede incentivos às empresas que se instalarem em parques do SPTec.
- Decreto n.° 54.196, de 2 de abril de 2009, que regulamenta o SPTec e define as entidades de apoio e empresas de base tecnológica que poderão se beneficiar dos incentivos estaduais.
- Resolução Conjunta SD/SEP/SF - 3, de 16 de janeiro de 2009.
- Decreto n.° 54.690, de 16 de agosto de 2009.
- Decreto n.º 56.848, de 18 de março de 2011 - Alteração do Decreto 53.826, de 16 de dezembro de 2008.
- Decreto n.º 57.241, de 17 de agosto de 2011 - Altera o Decreto 53.826, de 16 de dezembro de 2008, que institui incentivos no âmbito dos parques tecnológicos integrantes do Sistema Paulista de Parques Tecnológicos.